# Michelle Coleman

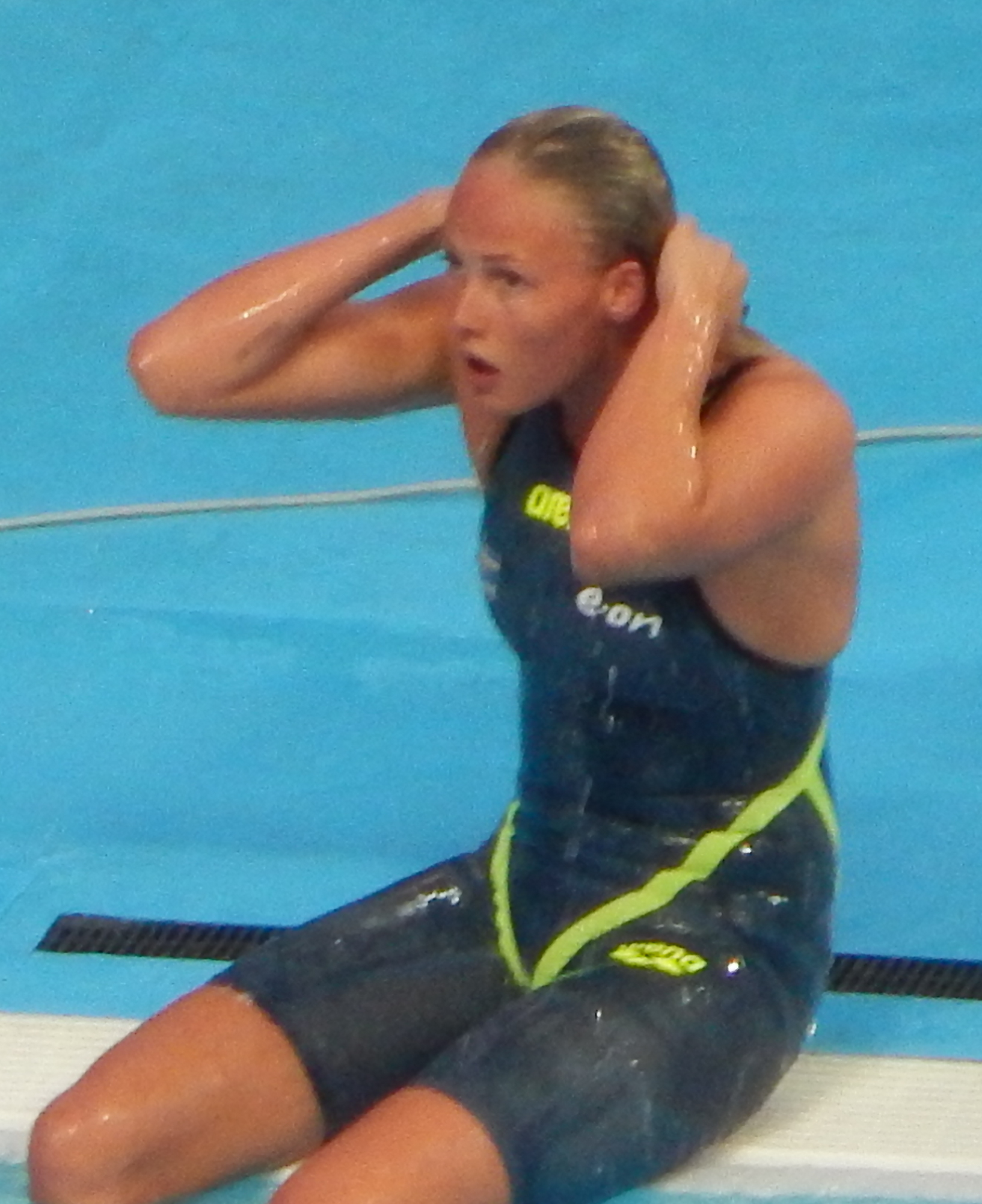
Michelle Coleman 2015 bei den Weltmeisterschaften in Kasan

Michelle Elizabeth Coleman (* 31. Oktober 1993 in Vallentuna) ist eine schwedische Schwimmerin. Sie gewann bis November 2024 bei Schwimmweltmeisterschaften auf der 50-Meter-Bahn zweimal Silber und auf der 25-Meter-Bahn zweimal Gold, einmal Silber und zweimal Bronze. Bei Schwimmeuropameisterschaften erschwamm sie auf der Langbahn einmal Gold, dreimal Silber und einmal Bronze und auf der Kurzbahn viermal Gold und je zweimal Silber und Bronze.

## Sportliche Karriere
Die 1,86 Meter große Michelle Coleman schwamm für Vereine aus Täby und aus Stockholm und nimmt regelmäßig an den Rennen der Profiserie teil.

### Die Jahre bis zur ersten Olympiateilnahme 2012
Coleman debütierte 2009 im Weltcup. Bei den Kurzbahneuropameisterschaften 2009 schied sie im Vorlauf über 50 Meter Freistil aus. Ende 2010 bei den Kurzbahnweltmeisterschaften in Dubai kam sie bei ihren Einzelstarts über 50 Meter und 100 Meter Rücken ebenfalls nicht über den Vorlauf hinaus. In den drei Staffeln trat sie jeweils im Vorlauf an und qualifizierte sich für den Endlauf, in dem sie dann nicht dabei war.
2011 gewann sie bei den schwedischen Kurzbahnmeisterschaften den Meistertitel über 100 Meter Rücken. Bei den Weltmeisterschaften 2011 in Shanghai schied sie mit der 4-mal-100-Meter-Freistilstaffel im Vorlauf aus. Ende 2011 bei den Kurzbahneuropameisterschaften in Stettin wurde sie Sechste über 50 Meter Rücken. Mit der 4-mal-50-Meter-Freistilstaffel belegte sie den fünften Platz, mit der 4-mal-50-Meter-Lagenstaffel wurde sie Sechste.
Im Mai 2012 bei den Europameisterschaften in Debrecen gewann die 4-mal-100-Meter-Freistilstaffel mit Ida Marko-Varga, Michelle Coleman, Sarah Sjöström und Gabriella Fagundez die Silbermedaille hinter dem deutschen Quartett. Alle vier schwedischen Schwimmerinnen erreichten in den Vorläufen über 100 Meter Freistil eine der acht besten Zeiten, aber nur Sjöström und Fagundez durften ins Halbfinale aufsteigen und erreichten auch das Finale. Zwei Monate später bei den Olympischen Spielen in London fand zunächst die 4-mal-100-Meter-Freistilstaffel statt. Sjöström, Coleman, Marko-Varga und Fagundez erreichten das Finale mit der siebtschnellsten Zeit, im Finale wurden die Schwedinnen nach einem Frühstart der Schlussschwimmerin disqualifiziert. Eine Woche später schied die 4-mal-100-Meter-Lagenstaffel mit Sarah Sjöström, Jennie Johansson, Martina Granström und Michelle Coleman mit der zehntbesten Zeit im Vorlauf aus. Zur Finalteilnahme fehlte über eine Sekunde. Ende 2012 bei den Kurzbahnweltmeisterschaften in Istanbul erreichte Coleman ihr einziges Finale beim Einzelstart über 100 Meter Freistil. Mit 0,72 Sekunden Rückstand auf Bronze schwamm sie auf den sechsten Platz.

### Die Jahre bis zur zweiten Olympiateilnahme 2016 mit dem Europameistertitel 2014
2013 wurde Coleman auf der Langbahn schwedische Meisterin über 200 Meter Freistil. Bei den Weltmeisterschaften in Barcelona erreichte die 4-mal-100-Meter-Freistilstaffel mit Michelle Coleman, Louise Hansson, Sarah Sjöström und Nathalie Lindborg den vierten Platz mit 0,79 Sekunden Rückstand auf die drittplatzierten Niederländerinnen. Über 100 Meter und 200 Meter Freistil schied Coleman jeweils im Halbfinale aus, die Lagenstaffel wurde im Vorlauf Neunte. Ende des Jahres bei den Kurzbahneuropameisterschaften 2013 in Herning erreichte Coleman in vier Disziplinen den Endlauf. Sie wurde Sechste über 100 Meter Freistil und wurde Dritte über 50 Meter Rücken. Die 4-mal-50-Meter-Freistilstaffel schwamm mit Coleman, Sjöström, Hansson und Magdalena Kuras im Vorlauf Weltrekord, wobei die Zeit vier Sekunden über der bis dahin nur als Weltbestzeit geführten Leistung der Niederländerinnen von den Kurzbahneuropameisterschaften 2009 lag. Im Finale siegten die Däninnen vor den Schwedinnen und den Russinnen, alle drei Staffeln waren schneller als der Rekord aus dem Vorlauf und schlugen innerhalb von 0,09 Sekunden an. Eine weitere Silbermedaille gewann die 4-mal-50-Meter-Lagenstaffel mit Michelle Coleman, Jennie Johansson, Sarah Sjöström und Louise Hansson, die allerdings über eine Sekunde Rückstand auf die Däninnen auswies.
2014 wurde Coleman schwedische Meisterin über 100 Meter und 200 Meter Rücken und zwar sowohl Anfang Juli auf der 50-Meter-Bahn als auch im November auf der 25-Meter-Bahn. Bei den Europameisterschaften in Berlin siegte zunächst die 4-mal-100-Meter-Freistilstaffel mit Coleman, Kuras, Hansson und Sjöström mit 0,44 Sekunden Vorsprung vor den Niederländerinnen. Über 100 Meter Freistil gewann Sarah Sjöström mit fast einer Sekunde Vorsprung vor der Niederländerin Femke Heemskerk, 0,11 Sekunden hinter Heemskerk erschwamm Coleman die Bronzemedaille. Die 4-mal-200-Meter-Freistilstaffel mit Coleman, Hansson, Sjöström und Stina Gardell schlug eine halbe Sekunde nach den Italienerinnen an und hatte über drei Sekunden Vorsprung vor den drittplatzierten Ungarinnen. Im Einzelfinale über 200 Meter Freistil war Coleman als einzige Schwedin dabei und belegte den sechsten Rang. In der 4-mal-100-Meter-Lagenstaffel schließlich siegte das dänische Quartett mit 0,42 Sekunden vor Ida Lindborg, Jennie Johansson, Sarah Sjöström und Michelle Coleman. Anfang Dezember bei den Kurzbahnweltmeisterschaften in Doha verfehlte Coleman als Zehnte des Halbfinales über 100 Meter Rücken den Finaleinzug. Mit der 4-mal-200-Meter-Freistilstaffel belegte sie den siebten Platz. Es folgte der fünfte Platz über 100 Meter Freistil, bei ihren anderen Einzelstarts schied Coleman vorzeitig aus. Zum Abschluss der Wettbewerbe erreichte die 4-mal-100-Meter-Lagenstaffel mit Michelle Coleman, Jennie Johansson, Sarah Sjöström und Louise Hansson den vierten Platz mit einer Sekunde Rückstand auf die drittplatzierten Japanerinnen.
Bei den Weltmeisterschaften 2015 in Kasan fand zunächst die 4-mal-100-Meter-Freistilstaffel statt. Coleman, Hansson, Sjöström und Kuras erreichten als Vierte das Ziel mit über einer Sekunde Rückstand auf das US-Quartett. Über 100 Meter Rücken trat Coleman als Zwölfte des Vorlaufs nicht zum Halbfinale an. Über 100 Meter Freistil und über 200 Meter Freistil schied sie jeweils im Halbfinale aus. Die 4-mal-200-Meter-Freistilstaffel mit Sjöström, Hansson, Coleman und Ida Marko-Varga schlug als Vierte eine Sekunde nach den drittplatzierten Chinesinnen an. In der 4-mal-100-Meter-Lagenstaffel siegten die Chinesinnen mit 0,87 Sekunden Vorsprung vor Coleman, Johansson, Sjöström und Hansson, die mit neuem Europarekord 0,32 Sekunden Vorsprung auf die drittplatzierten Australierinnen hatten. Eine weitere Endkampfplatzierung gelang der 4-mal-100-Meter-Mixed-Freistilstaffel mit Christoffer Carlsen, Simon Sjödin, Michelle Coleman und Louise Hansson, die nach viertbester Vorlaufzeit im Finale den achten Rang belegte.
Im Jahr darauf fand bei den Olympischen Spielen in Rio de Janeiro zuerst die 4-mal-100-Meter-Freistilstaffel statt. Michelle Coleman, Louise Hansson, Ida Lindborg und Sarah Sjöström erreichten das Finale mit der sechstbesten Vorlaufzeit. Im Endlauf waren Coleman, Sjöström, Marko-Varga und Hansson eine halbe Sekunde schneller und belegten den fünften Platz mit drei Sekunden Rückstand auf Bronze. Bei ihrem einzigen Einzelstart über 200 Meter Freistil kam Coleman mit der siebtbesten Vorlaufzeit und der fünftbesten Halbfinalzeit in den Endlauf. Im Finale wurde sie Siebte mit 1,35 Sekunden Rückstand auf die drittplatzierte Australierin Emma McKeon. Die 4-mal-200-Meter-Freistilstaffel mit Coleman, Marko-Varga, Sjöström und Hansson wurde Fünfte mit fast fünf Sekunden Rückstand auf die drittplatzierten Kanadierinnen. Im abschließenden Wettbewerb der 4-mal-100-Meter-Lagenstaffeln trat die schwedische Mannschaft mit den vier Schwimmerinnen an, die im Vorjahr Weltmeisterschaftszweite geworden waren. Mit einer gegenüber dem Weltmeisterschaftsfinale vier Sekunden schwächeren Zeit waren die Schwedinnen im olympischen Vorlauf nur die neuntbeste Staffel und verfehlten den Finaleinzug um 0,12 Sekunden. Im Endlauf unterboten die drittplatzierten Däninnen auch den Europarekord der Schwedinnen aus dem Vorjahr.

### Die Jahre 2017 bis 2020 mit dem Kurzbahneuropameistertitel 2017

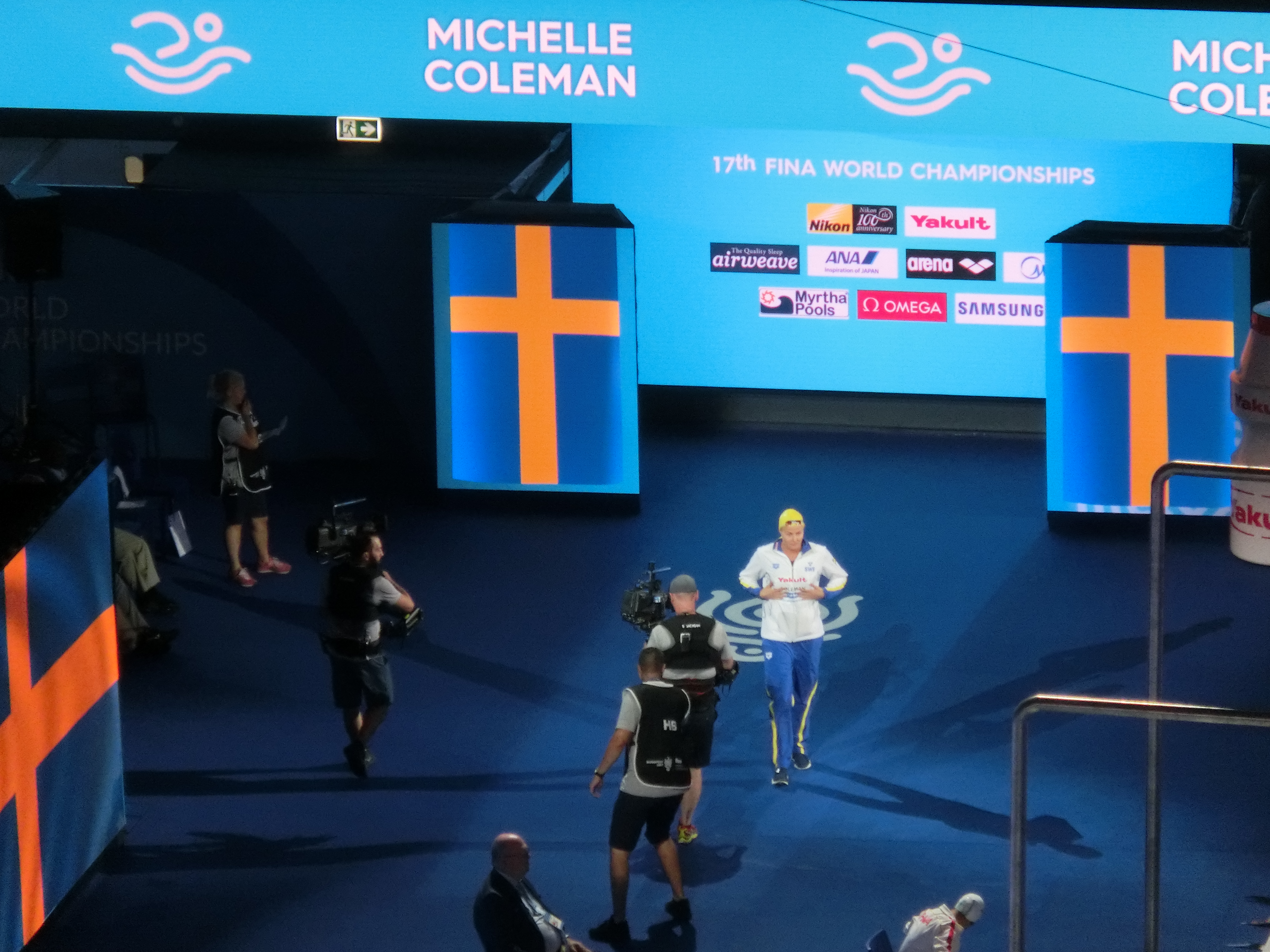
Michelle Coleman bei den Weltmeisterschaften 2017 vor dem Halbfinale über 200 Meter Freistil

Im Juli 2017 fanden die Weltmeisterschaften in Budapest statt. Die 4-mal-100-Meter-Freistilstaffel mit Sarah Sjöström, Michelle Coleman, Ida Lindborg und Louise Hansson belegte den fünften Platz. Über 200 Meter Freistil und über 100 Meter Freistil schied Coleman jeweils im Halbfinale aus. Die 4-mal-100-Meter-Lagenstaffel mit Ida Lindborg, Jennie Johansson, Sarah Sjöström und Michelle Coleman wurde Fünfte mit einer Sekunde Rückstand auf die drittplatzierten Australierinnen. Im Dezember bei den Kurzbahneuropameisterschaften 2017 in Kopenhagen siegte die niederländische 4-mal-50-Meter-Freistilstaffel mit zwei Sekunden Vorsprung vor Michelle Coleman, Sarah Sjöström, Louise Hansson und Nathalie Lindborg, die ihrerseits eine Zehntelsekunde vor den Däninnen anschlugen. Über 200 Meter Freistil belegte Coleman den vierten Platz mit einer halben Sekunde Rückstand auf die Drittplatzierte. Die 4-mal-50-Meter-Lagenstaffel mit Hanna Rosvall, Sophie Hansson, Sara Junevik und Michelle Coleman erreichte das Finale mit der siebtbesten Vorlaufzeit. Im Endlauf schwammen Rosvall, Hansson, Sjöström und Coleman drei Sekunden schneller als die Vorlaufstaffel und siegten mit 0,57 Sekunden vor den Däninnen.
Ein Jahr später bei den Kurzbahnweltmeisterschaften 2018 in Hangzhou wurde Coleman Sechste über 200 Meter Freistil. Über 100 Meter Freistil schlug sie mit einer halben Sekunde Rückstand auf die Medaillenränge als Vierte an. Bei den Weltmeisterschaften 2019 in Gwangju erreichten Sarah Sjöström, Michelle Coleman, Louise Hansson und Sophie Hansson den sechsten Platz in der 4-mal-100-Meter-Freistilstaffel. Bei ihren Einzelstarts schwamm Coleman ins Halbfinale über 50 Meter Freistil und über 100 Meter Freistil. Die 4-mal-100-Meter-Lagenstaffel mit Michelle Coleman, Sophie Hansson, Louise Hansson und Sarah Sjöström wurde Siebte. Wegen der COVID-19-Pandemie fanden 2020 keine internationalen Meisterschaften statt. Michelle Coleman war bis Februar 2020 und dann wieder ab Oktober bei den Profiwettbewerben dabei.

### Die Jahre ab 2021 mit der dritten Olympiateilnahme und zwei Kurzbahnweltmeistertiteln
Im Mai 2021 wurden in Budapest die Europameisterschaften 2020 nachgeholt. Die 4-mal-100-Meter-Freistilstaffel mit Michelle Coleman, Sara Junevik, Sophie Hansson und Louise Hansson belegte den fünften Platz mit fast drei Sekunden Rückstand auf die drittplatzierten Französinnen. Über 50 Meter Freistil schwamm Coleman auf den siebten Rang, über 100 Meter Freistil wurde sie Achte. Die 4-mal-100-Meter-Lagenstaffel mit Coleman, Sophie und Louise Hansson sowie Junevik erreichte als Vierte das Ziel mit 0,24 Sekunden Rückstand auf die Italienerinnen auf dem Bronzerang.
Im Juli bei den ebenfalls aus dem Vorjahr verschobenen Olympischen Spielen in Tokio erreichte die 4-mal-100-Meter-Freistilstaffel mit Sjöström, Coleman, Louise Hansson und Junevik das Finale als achtbeste Staffel der Vorläufe und mit 0,27 Sekunden auf die neuntplatzierten Japanerinnen. Im Endlauf waren Sjöström, Coleman und die Hansson-Schwestern eine Sekunde schneller als die Vorlaufstaffel und erkämpften den sechsten Platz. Am Tag des Staffelfinales trat Coleman auch zum Vorlauf über 100 Meter Rücken an. Mit der 21. Zeit verpasste sie das Halbfinale um über eine halbe Sekunde. Die ebenfalls gemeldete Louise Hansson trat nicht zum Vorlauf an. Über 100 Meter Freistil erreichte Coleman das Halbfinale und schied dort als 14. aus. Coleman trat auch über 50 Meter Freistil an, hier verpasste sie als 20. der Vorläufe die nächste Runde um 0,03 Sekunden. In der 4-mal-100-Meter-Lagenstaffel qualifizierten sich Coleman, Sophie und Louise Hansson sowie Sjöström mit der fünftbesten Zeit für das Finale. Das Quartett steigerte sich im Finale um zwei Sekunden, schwamm aber auch hier nur die fünftschnellste Zeit.
Im Dezember 2021 wurden in Abu Dhabi die eigentlich auch für 2020 geplanten Kurzbahnweltmeisterschaften 2021 ausgetragen. Zum Auftakt wurde die 4-mal-100-Meter-Freistilstaffel mit Sjöström, Coleman sowie Sophie und Louise Hansson Dritte mit 0,28 Sekunden Rückstand auf die zeitgleichen Teams aus Kanada und den Vereinigten Staaten, die viertplatzierten Niederländerinnen hatten 0,06 Sekunden Rückstand auf die Schwedinnen. Die 4-mal-50-Meter-Lagenstaffel schwamm im Vorlauf mit Hanna Rosvall, Emelie Fast, Louise Hansson und Michelle Coleman die fünftschnellste Zeit. Im Finale siegten Louise und Sophie Hansson, Sjöström und Coleman, die den Weltrekord des US-Quartetts von den Kurzbahnweltmeisterschaften 2018 einstellten. In Abu Dhabi hatten die zweitplatzierten Schwimmerinnen aus den Vereinigten Staaten über eine Sekunde Rückstand. Über 100 Meter Freistil und über 50 Meter Freistil verpasste Michelle Coleman als Vorlaufneunte jeweils knapp den Finaleinzug. Die 4-mal-50-Meter-Freistilstaffel mit Sjöström, Coleman, Junevik und Louise Hansson wurde Zweite mit 0,32 Sekunden Rückstand auf das US-Team. Wie in der 4-mal-50-Meter-Lagenstaffel waren auch in der 4-mal-100-Meter-Lagenstaffel im Vorlauf Rosvall, Fast, L. Hansson und Coleman dabei und schwammen die beste Vorlaufzeit. Im Endlauf gewannen die Hansson-Schwestern, Sjöström und Coleman mit neuem Europarekord von 3:46,20 Minuten und über einer Sekunde Vorsprung vor den dichtaufliegenden Kanadierinnen und Chinesinnen.
Ein Jahr später bei den Kurzbahnweltmeisterschaften 2022 in Melbourne wurden Sara Junevik, Michelle Coleman, Louise Hansson und Sofia Åstedt als 4-mal-100-Meter-Staffel Vierte mit über einer Sekunde Rückstand auf die Medaillenränge. Ebenfalls Vierte wurde die 4-mal-50-Meter-Freistilstaffel mit Junevik, Coleman sowie Louise und Sophie Hansson. Coleman erreichte auch das Einzelfinale über 50 Meter Freistil und belegte den fünften Platz, 0,04 Sekunden hinter der drittplatzierten Britin Anna Hopkin. Ihre einzige Medaille in Melbourne gewann Coleman in der 4-mal-50-Meer-Lagenstaffel zusammen mit Louise Hansson, Klara Thormalm und Sara Junevik, die Schwedinnen schlugen 0,08 Sekunden hinter den Weltrekord schwimmenden Australierinnen an. In der 4-mal-100-Meter-Lagenstaffel am nächsten Tag wurden Hanna Rosvall, Sophie und Louise Hansson sowie Coleman Fünfte mit anderthalb Sekunden Rückstand auf die drittplatzierten Kanadierinnen.
2023 bei den Weltmeisterschaften in Fukuoka belegte die schwedische 4-mal-100-Meter-Freistilstaffel mit Sarah Sjöström, Michelle Coleman, Sara Junevik und Louise Hansson den fünften Rang mit 1,77 Sekunden Rückstand auf die Medaillen. Über 100 Meter Freistil und über 50 Meter Freistil wurde Coleman jeweils Siebte. Die 4-mal-100-Meter-Lagenstaffel mit Coleman, Sophie und Louise Hansson und Sarah Sjöström erreichte als Fünfte das Ziel mit über zwei Sekunden Rückstand auf die drittplatzierten Kanadierinnen. Ende des Jahres bei den Kurzbahneuropameisterschaften in Otopeni siegte Coleman über 50 Meter Freistil. Über 100 Meter Freistil belegte sie den vierten Platz mit 0,17 Sekunden Rückstand auf die Drittplatzierte. Die 4-mal-50-Meter-Freistilstaffel gewann mit Sara Junevik, Michelle Coleman, Louise Hansson und Sofia Åstedt, wobei im Vorlauf Klara Thormalm und Hanna Bergman dabei waren. Die 4-mal-50-Meter-Lagenstaffel siegte mit Louise Hansson, Sophie Hansson, Sara Junevik und Michelle Coleman. Hier erhielten für ihren Vorlaufeinsatz auch Klara Thormalm, Emmy Haellkvist und Sofia Åstedt eine Goldmedaille.
Im Februar 2024 bei den Weltmeisterschaften in Doha wurde Coleman Halbfinalneunte über 100 Meter Freistil und belegte den achten Platz über 50 Meter Freistil. Die schwedische 4-mal-100-Meter-Lagenstaffel mit Hanna Rosvall, Sophie Hansson, Louise Hansson und Michelle Coleman schwamm die zweitbeste Vorlaufzeit. Im Finale erkämpften Louise Hansson, Sophie Hansson, Sarah Sjöström und Michelle Coleman den zweiten Platz hinter den Australierinnen mit 0,08 Sekunden Vorsprung auf die drittplatzierten Kanadierinnen. Fünf Monate später bei den Olympischen Spielen in Paris belegte die 4-mal-100-Meter-Freistilstaffel mit Sarah Sjöström, Michelle Coleman, Sara Junevik und Louise Hansson als beste europäische Staffel den fünften Platz. Über 100 Meter Freistil schied Coleman mit der 12. Zeit im Halbfinale aus. Über 50 Meter Freistil fehlten ihr als Halbfinalneunter 0,08 Sekunden für die Finalteilnahme.